# Варда (планина)
Варда је планина у Републици Српској, БиХ, у близини Рудог, југозападно од Вардишта. Висока 1.389 метара, шумовита и под пашњацима. Становништво се претежно бави сточарством.